# دنیای آدم‌خواران
دنیای آدم‌خواران (اسپانیایی: Mondo Cannibale‎) یک فیلم بهره‌کشی اسپانیایی-ایتالیایی به کارگردانی خسوس فرانکو است که در ۱۹۸۰ منتشر شد. از بازیگران این فیلم می توان به آل کلیور و پاملا استنفورد اشاره کرد.